# 轮花香草
轮花香草（学名：Lysimachia subverticillata）为报春花科珍珠菜属的植物，是中国的特有植物。分布于中国大陆的云南、贵州等地，生长于海拔500米至750米的地区，一般生长在林下或溪边湿润处，目前尚未由人工引种栽培。